# 여주시의 마천루 목록
대한민국 경기도 여주시의 마천루 목록이다. 대한민국의 「초고층 및 지하연계 복합건축물 재난관리에 관한 특별법」에 따르면 '초고층 건축물' 이란 층수가 50층 이상 또는 높이가 200m 이상인 건축물을 말한다.

## 마천루 순위
본 목록은 완공되었거나, 상량식을 끝낸 마천루이다.
| 순위 | 이름                      | 사진 | 위치   | 높이 | 층수 | 완공 연도 | 비고                                  |
| ---- | ------------------------- | ---- | ------ | ---- | ---- | --------- | ------------------------------------- |
| 1=   | 여주 KCC스위첸 101동      |      | 천송동 | 171m | 49층 | 2019년    | 현재 여주시에서 가장 높은 마천루이다. |
| 1=   | 여주 KCC스위첸 102동      |      | 천송동 | 171m | 49층 | 2019년    | 현재 여주시에서 가장 높은 마천루이다. |
| 3    | 여주 KCC스위첸 103동      |      | 천송동 | 163m | 47층 | 2019년    | [ 3 ]                                 |
| 4    | 여주 서해 스카이팰리스    |      | 천송동 | 126m | 40층 | 2024년    | [ 4 ]                                 |
| 5=   | 이안 여주강변아파트 106동 |      | 현암동 | 70m  | 25층 | 2009년    | [ 5 ]                                 |
| 5=   | 이안 여주강변아파트 107동 |      | 현암동 | 70m  | 25층 | 2009년    | [ 6 ]                                 |
| 7    | 이안 여주강변아파트 102동 |      | 현암동 | 65m  | 23층 | 2009년    | [ 7 ]                                 |
| 8    | 이안 여주강변아파트 104동 |      | 현암동 | 62m  | 22층 | 2009년    | [ 8 ]                                 |
| 9=   | 이안 여주강변아파트 101동 |      | 현암동 | 59m  | 21층 | 2009년    | [ 9 ]                                 |
| 9=   | 이안 여주강변아파트 103동 |      | 현암동 | 59m  | 21층 | 2009년    | [ 10 ]                                |
| 9=   | 이안 여주강변아파트 105동 |      | 현암동 | 59m  | 21층 | 2009년    | [ 11 ]                                |
| 12=  | 남한강 콘도미니엄         |      | 천송동 | 53m  | 13층 | 1999년    | [ 12 ]                                |
| 12=  | 썬밸리호텔                |      | 현암동 | 53m  | 12층 | 2013년    | [ 13 ]                                |

## 같이 보기
- 여주시
- 마천루 목록
- 아시아의 마천루 목록
- 대한민국의 마천루 목록